# Canon EF 16-35mm-objectief
De Canon EF 16-35 f/2.8L II USM is een professioneel groothoekzoomobjectief. In 2001 verving deze de EF 17-35mm. Het objectief beschikt over een Canon EF-lensvatting en is compatibel met de EOS-lijn van de Japanse fabrikant.
In april 2007 werd de EF 16-35mm f/2.8L USM opgevolgd door de EF 16-35 f/2.8L II USM. De grootste wijziging betrof een nieuw optisch ontwerp, uitgevoerd met zestien elementen verdeeld over twaalf groepen. Daarnaast namen zowel het gewicht als de lengte iets toe.